# Gustav Forsling
Pour les articles homonymes, voir Forsling.
Gustav Forsling (né le 12 juin 1996 à Linköping en Suède) est un joueur professionnel suédois de hockey sur glace. Il évolue au poste de défenseur.

## Biographie
Évoluant pour l'équipe de jeunes du Linköpings HC, son club formateur, il est repêché par les Canucks de Vancouver au cinquième tour, 126e rang au total, lors du repêchage d'entrée dans la LNH 2014. Il fait par la suite ses débuts professionnels avec ce club en 2014-2015. Le 29 janvier 2015, les Canucks échangent les droits sur Forsling aux Blackhawks de Chicago contre Adam Clendening.
Après une autre saison avec l'équipe de Linköpings, il signe un contrat de trois ans avec les Blackhawks le 11 mai 2016. Il fait ainsi ses débuts dans la LNH avec Chicago durant la saison 2016-2017 et prend part à 38 parties dans la LNH, mais aussi 30 matchs avec l'équipe affiliée aux Blackhawks, les IceHogs de Rockford, dans la LAH.
Le 24 juin 2019, il est échangé aux Hurricanes de la Caroline avec le gardien Anton Forsberg en retour de Aleksi Saarela et Calvin de Haan.
Le 9 janvier 2021, il est réclamé au ballottage par les Panthers de la Floride. Le 7 mars 2024, les Panthers prolongent de huit ans le contrat du défenseur de 27 ans, d'une valeur de 46 millions $,.
Il remporte la Coupe Stanley 2024 avec les Panthers de la Floride.

## Statistiques

### En club
| Saison     | Équipe                 | Ligue      |     | Saison régulière | Saison régulière | Saison régulière | Saison régulière | Saison régulière |   | Séries éliminatoires | Séries éliminatoires | Séries éliminatoires | Séries éliminatoires | Séries éliminatoires |
| Saison     | Équipe                 | Ligue      | PJ  | B                | A                | Pts              | Pun              | PJ               | B | A                    | Pts                  | Pun                  |                      |                      |
| 2014-2015  | Linköpings HC          | SHL        | 38  | 3                | 3                | 6                | 8                | -                | - | -                    | -                    | -                    |                      |                      |
| 2015-2016  | Linköpings HC          | SHL        | 48  | 6                | 15               | 21               | 4                | 6                | 1 | 2                    | 3                    | 4                    |                      |                      |
| 2016-2017  | Blackhawks de Chicago  | LNH        | 38  | 2                | 3                | 5                | 4                | -                | - | -                    | -                    | -                    |                      |                      |
| 2016-2017  | IceHogs de Rockford    | LAH        | 30  | 1                | 7                | 8                | 12               | -                | - | -                    | -                    | -                    |                      |                      |
| 2017-2018  | Blackhawks de Chicago  | LNH        | 41  | 3                | 10               | 13               | 8                | -                | - | -                    | -                    | -                    |                      |                      |
| 2017-2018  | IceHogs de Rockford    | LAH        | 18  | 2                | 3                | 5                | 6                | 13               | 1 | 4                    | 5                    | 6                    |                      |                      |
| 2018-2019  | Blackhawks de Chicago  | LNH        | 43  | 3                | 6                | 9                | 30               | -                | - | -                    | -                    | -                    |                      |                      |
| 2018-2019  | IceHogs de Rockford    | LAH        | 5   | 0                | 2                | 2                | 2                | -                | - | -                    | -                    | -                    |                      |                      |
| 2019-2020  | Checkers de Charlotte  | LAH        | 57  | 8                | 18               | 26               | 30               | -                | - | -                    | -                    | -                    |                      |                      |
| 2020-2021  | Panthers de la Floride | LNH        | 43  | 5                | 12               | 17               | 8                | 6                | 1 | 1                    | 2                    | 0                    |                      |                      |
| 2021-2022  | Panthers de la Floride | LNH        | 71  | 10               | 27               | 37               | 18               | 10               | 0 | 3                    | 3                    | 4                    |                      |                      |
| 2022-2023  | Panthers de la Floride | LNH        | 82  | 13               | 28               | 41               | 40               | 21               | 2 | 6                    | 8                    | 10                   |                      |                      |
| 2023-2024  | Panthers de la Floride | LNH        | 79  | 10               | 29               | 39               | 43               | 24               | 4 | 9                    | 13                   | 12                   |                      |                      |
| Totaux LNH | Totaux LNH             | Totaux LNH | 397 | 46               | 115              | 161              | 151              | 61               | 7 | 19                   | 26                   | 26                   |                      |                      |

### En équipe nationale
| Année | Équipe    | Compétition                  |   | PJ | B | A | Pts | Pun      |  | Résultat |
| 2014  | Suède U18 | Championnat du monde -18 ans | 7 | 4  | 1 | 5 | 2   | 4e place |  |          |
| 2015  | Suède U20 | Championnat du monde junior  | 7 | 3  | 5 | 8 | 0   | 4e place |  |          |
| 2016  | Suède U20 | Championnat du monde junior  | 6 | 2  | 1 | 3 | 0   | 4e place |  |          |
| 2025  | Suède     | Confrontation des 4 nations  | 3 | 0  | 0 | 0 | 0   | 3e place |  |          |

## Trophées et honneurs personnels

### Ligue nationale de hockey
- 2023-2024 : remporte la Coupe Stanley avec les Panthers de la Floride